# Гідроксипролін
Гідроксипролін (оксипролін,4-гідроксипіролідин-α-карбонова кислота) — нестандартна амінокислота, що відрізняється від проліну наявністю гідроксильної групи в одного з атомів вуглецю.

## Функції та особливості синтезу
Гідроксипролін входить до складу білка колагену (основний білок сполучної тканини). Синтезується з амінокислоти проліну. Для синтезу необхідний молекулярний кисень, а також вітамін C.
4-Гідроксипролін міститься в сечі. Середньодобове виділення для здорової людини становить 226 ± 62 мкмоль. 